# Fabiana Dadone
Fabiana Dadone, née le 12 février 1984 à Coni, est une femme politique italienne, membre du Mouvement 5 étoiles (M5S). 
Elle est ministre pour l'Administration publique entre le 4 septembre 2019 et le 13 février 2021 puis ministre pour les Politiques de la jeunesse de 2021 à 2022.

## Biographie
Fabiana Dadone est diplômée en droit de l'université de Turin, après quoi elle a exercé en tant que avocate stagiaire dans un cabinet privé (sans passer l'examen du barreau après). En 2010, elle rejoint le Mouvement 5 étoiles dans la province de Coni. Aux élections générales de 2013, elle est élue à la Chambre des députés pour la première fois. En mars 2018, elle est réélue.
Le 5 septembre 2019, Fabiana Dadone est nommée ministre pour l'Administration publique dans le second gouvernement de l'indépendant Giuseppe Conte, auquel le M5S participe. Le 13 février 2021, elle devient ministre pour les Politiques de la jeunesse dans le gouvernement Draghi.
.